# Landtagswahlkreis Ostprignitz-Ruppin III/Havelland III
Der Wahlkreis Ostprignitz-Ruppin III/Havelland III (Wahlkreis 4) ist ein Landtagswahlkreis in Brandenburg. Er umfasst die Städte Rathenow und Premnitz sowie die Gemeinden Milower Land, Wusterhausen/Dosse und die Ämter Rhinow und Neustadt (Dosse), die in den Landkreisen Havelland und Ostprignitz-Ruppin liegen. Wahlberechtigt waren bei der letzten Landtagswahl 44.940 Einwohner.

## Landtagswahl 2024
Die Landtagswahl 2024 führte zu folgendem vorläufigen Ergebnis:
| Direktkandidat         | Partei                    | Erststimmen in % | Zweitstimmen in % |
| ---------------------- | ------------------------- | ---------------- | ----------------- |
| Katja Poschmann        | SPD                       | 34,2             | 31,6              |
| Kai Berger             | AfD                       | 35,0             | 32,5              |
| Corrado Gursch         | CDU                       | 16,0             | 12,1              |
| Anne von Fircks        | GRÜNE                     | 1,2              | 2,1               |
| Uwe Freimuth           | Die Linke                 | 6,1              | 2,8               |
| Andreas Kubale         | BVB/FW                    | 4,5              | 1,7               |
| Robin Hartmut Oltmanns | FDP                       | 0,8              | 0,5               |
| –                      | Tierschutzpartei          | –                | 1,7               |
| –                      | Plus (Piraten, ÖDP, Volt) | –                | 0,5               |
| –                      | BSW                       | –                | 13,3              |
| –                      | III. Weg                  | –                | 0,1               |
| –                      | DKP                       | –                | 0,0               |
| Thomas Essig           | DLW                       | –                | 0,9               |
| –                      | WU                        | –                | 0,2               |

## Landtagswahl 2019
Bei der Landtagswahl 2019 traten folgende Parteien und Personen als Direktkandidaten an:
| Direktkandidat      | Partei           | Erststimmen in % | Zweitstimmen in % |
| ------------------- | ---------------- | ---------------- | ----------------- |
| Katja Poschmann     | SPD              | 24,9             | 27,4              |
| Dieter Dombrowski   | CDU              | 17,0             | 16,5              |
| Christian Görke     | Die Linke        | 20,4             | 13,5              |
| Kai Berger          | AfD              | 24,0             | 25,0              |
| Stefan Behrens      | GRÜNE            | 5,5              | 7,2               |
| Uwe Liftin          | BVB/FW           | 5,2              | 3,4               |
| –                   | PIRATEN          | –                | 0,8               |
| Christian Engelland | FDP              | 3,0              | 3,6               |
| –                   | ÖDP              | –                | 0,3               |
| –                   | Tierschutzpartei | –                | 2,1               |
| –                   | V-Partei³        | –                | 0,1               |

## Landtagswahl 2014
Bei der Landtagswahl 2014 traten folgende Parteien und Personen als Direktkandidaten an:
| Direktkandidat    | Partei    | Erststimmen in % | Zweitstimmen in % |
| ----------------- | --------- | ---------------- | ----------------- |
| Martin Gorholt    | SPD       | 26,0             | 31,6              |
| Christian Görke   | Die Linke | 32,0             | 23,9              |
| Dieter Dombrowski | CDU       | 25,3             | 23,3              |
| Petra Budke       | GRÜNE     | 3,0              | 3,5               |
|                   | FDP       |                  | 1,5               |
|                   | NPD       |                  | 2,6               |
| Uwe Litfin        | BVB/FW    | 2,2              | 1,3               |
|                   | REP       |                  | 0,2               |
|                   | DKP       |                  | 0,1               |
| Kai Berger        | AfD       | 10,4             | 10,8              |
| René Streich      | PIRATEN   | 1,2              | 1,2               |

## Landtagswahl 2009
Bei der Landtagswahl 2009 wurde Christian Görke im Wahlkreis direkt gewählt.
Die weiteren Wahlkreisergebnisse:
| Direktkandidat    | Partei              | Erststimmen in % | Zweitstimmen in % |
| ----------------- | ------------------- | ---------------- | ----------------- |
| Martin Gorholt    | SPD                 | 25,2             | 33,7              |
| Christian Görke   | Die Linke           | 39,1             | 31,0              |
| Dieter Dombrowski | CDU                 | 22,7             | 19,9              |
| -                 | DVU                 | -                | 00,8              |
| Peter Masloch     | GRÜNE               | 03,1             | 03,2              |
| Torsten Bathmann  | FDP                 | 05,0             | 06,1              |
| -                 | 50 Plus             | -                | 00,3              |
| -                 | DKP                 | -                | 00,1              |
| -                 | REP                 | -                | 00,2              |
| -                 | Die-Volksinitiative | -                | 00,2              |
| Dieter Brose      | NPD                 | 03,3             | 03,0              |
| -                 | RRP                 | -                | 00,5              |
| Uwe Litfin        | Freie Wähler        | 01,6             | 01,0              |

## Landtagswahl 2004
Die Landtagswahl 2004 hatte folgendes Ergebnis:
| Direktkandidat    | Partei          | Erststimmen in % | Zweitstimmen in % |
| ----------------- | --------------- | ---------------- | ----------------- |
| Manfred Lenz      | SPD             | 22,5             | 31,8              |
| Dieter Dombrowski | CDU             | 24,1             | 19,4              |
| Christian Görke   | PDS             | 38,8             | 30,6              |
| –                 | DVU             | –                | 05,8              |
| Monika Schilling  | GRÜNE           | 03,1             | 02,4              |
| Sybille Heling    | FDP             | 06,2             | 03,9              |
| –                 | AUB-Brandenburg | –                | 00,3              |
| Martin Winterlich | JA              | 02,2             | 00,6              |
| Erhard Löser      | AfW             | 03,1             | 00,8              |
| –                 | DKP             | –                | 00,1              |
| –                 | GRAUE           | –                | 00,7              |
| –                 | FAMILIE         | –                | 02,1              |
| –                 | 50 Plus         | –                | 01,0              |
| –                 | Offensive D     | –                | 00,1              |
| –                 | BRB             | –                | 00,4              |